# Västerbrokören
Västerbrokören är ett svenskt proggband från Delsbo, Hudiksvalls kommun. De är kända för sitt säregna ljud och sina mystiska texter om påhittade världar långt borta. 

## Diskografi
- Gula Blend (1990)[1]
- Lusthusen vid Crom (1997)
- Svälg ditt Läppstift (1999)
- Slångeborg spets (2004)
- Grönt och svart (2011)
- Live på Rosehills (2014)
- Ulv i fårakläder (2017)